# Kingsbury (Victòria)
Kingsbury és un suburbi de Melbourne, a Victòria, Austràlia. Té 3.362 habitants, i està ubicat a 12 km al nord-est del centre financer de la capital estatal.
Forma part de l'àrea de govern local de Ciutat de Darebin, a la Divisió de Batman. Els suburbis amb els quals limita Nelson són Bundoora a l'est i nord, i Reservoir a l'oest i al sud.
El seu nom prové del soldat australià Bruce Kingsbury, mort durant la Segona Guerra Mundial a Papúa Nova Guinea.